# Pierre Hohenberg
Pierre C. Hohenberg (Neuilly-sur-Seine, 3 de outubro de 1934 - 15 de dezembro de 2017) foi um físico teórico estadunidense.
Trabalhou principalmente com mecânica estatística.

## Publicações selecionadas
- P. Hohenberg and W. Kohn: Inhomogeneous Electron Gas. Phys. Rev. 136 (1964) B864-B871
- B. I. Halperin and P. C. Hohenberg: Generalization of scaling laws to dynamical properties of a system near its critical point, Physical Review Letters 19, 1967, S. 700, doi:10.1103/PhysRevLett.19.700
- B. I. Halperin and P. C. Hohenberg: Scaling laws for dynamical critical phenomena, Physical Review Bd. 177, 1969, S. 952, doi:10.1103/PhysRev.177.952
- B. I. Halperin, P. C. Hohenberg, Shang-keng Ma: Calculation of dynamical critical properties using Wilsons expansion methods, Physical Review Letters Bd. 29, 1972, S. 1548, doi:10.1103/PhysRevLett.29.1548
- J. Swift, P. C. Hohenberg: Hydrodynamic Fluctuations at the convective instability, Physical Review, A, Bd. 15, 1977, S. 319, doi:10.1103/PhysRevA.15.319
- P. C. Hohenberg: Existence of long range order in one and two dimensions, Physical Review Bd. 158, 1967, S. 383, doi:10.1103/PhysRev.158.383
- P. C. Hohenberg: Dynamical theory of critical phenomena, in E. G. D. Cohen (Hrsg.) „Statistical mechanics at the turn of the decade“, Dekker, New York 1971
- P. C. Hohenberg, B. I. Halperin: Theory of dynamical critical phenomena, Reviews of Modern Physics, Bd.49, 1977, S.435–479, doi:10.1103/RevModPhys.49.435
- M. C. Cross, P. C. Hohenberg: Pattern formation out of equilibrium, Reviews of Modern Physics, Bd.65, 1993, S.851–1112, doi:10.1103/RevModPhys.65.851